# Heilig Hartkerk (Deventer)
De Heilig Hartkerk aan de Zwolseweg te Deventer is een voormalig rooms-katholieke kerkgebouw. Het gebouw is beschermd als Rijksmonument vanwege het orgel met hoofdwerk en nevenwerk. Daarnaast is de Heilig Hartkerk een gemeentelijk monument  . Het huisvest sinds 2020 het Sander Hegius College.
De markante kerk is een icoon van zijn tijd, een monument voor de zelfbewustwording van katholiek Nederland rond de 20e eeuwwisseling.

## Geschiedenis
Het pand is een bakstenen kerkgebouw in neogotische stijl, gebouwd in 1903 naar ontwerp van Wolter te Riele. In 1915 werd de kerk vergroot en in 1934 werd de toren toegevoegd. De kerk werd in 2015 onttrokken aan de eredienst en in 2018 verkocht aan de Ida Gerhardt Academie.
De Heilig Hartkerk huisvest sinds 2020 het Sander Hegius College. 

## Orgel
Het oorspronkelijke orgel in de kerk werd in 1923 gebouwd door de Vereenigde Orgelfabrieken te Aalten. De materialen waren van slechte kwaliteit en in 1974 werd het gesloopt.

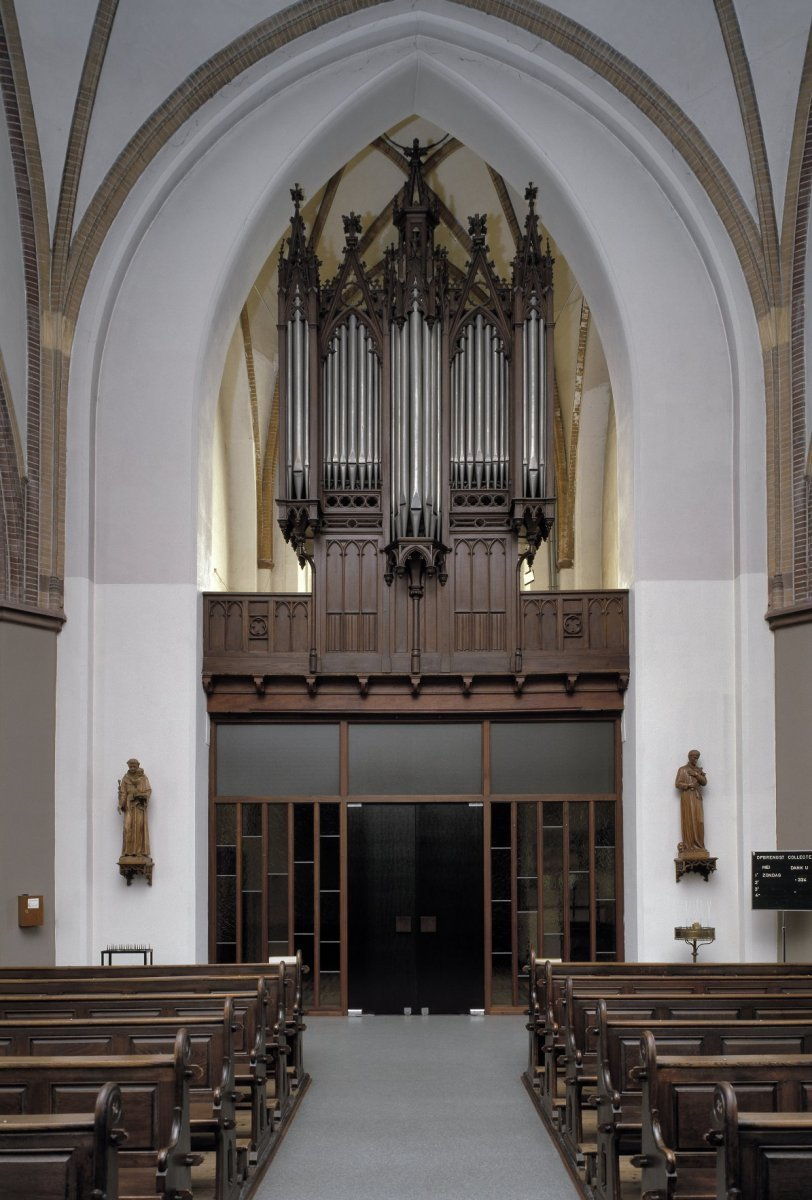
Het orgel dat van 1976 tot ca. 2000 in de kerk stond.

Het orgel dat er toen voor in de plaats kwam, was in 1859 vervaardigd door de Gebroeders Van der Aa uit Oosterhout voor de kapel van het Groot-Seminarie in het Noord-Brabantse Hoeven. In 1934 werd het orgel aangekocht door de Hervormde kerk te Hem in Noord-Holland. Het orgel werd in 1976 verkocht aan de Heilig Hartkerk en werd in 1977 gerestaureerd door de gebroeders Reil te Heerde. Het was toen nog het laatste orgel van Van der Aa in Nederland. Tijdens de transformatie van de kerk tot schoolgebouw in de vroege jaren 2020 is het uit de kerk gehaald.